# Komsomol'skij rajon (Ciuvascia)
Il Komsomol'skij rajon (in russo Комсомольский район?; in lingua ciuvascia: Комсомольски районĕ) è un rajon della Repubblica Ciuvascia, nella Russia europea; il capoluogo è il villaggio di Komsomol'skoe. Istituito il 22 febbraio 1939, ricopre una superficie di 630,3 chilometri quadrati e ospita una popolazione di 20 913 abitanti. Il rajon è suddiviso in 12 insediamenti rurali. Il maggior fiume del territorio è l'alto corso della Kubnja.